# Bombergbahn

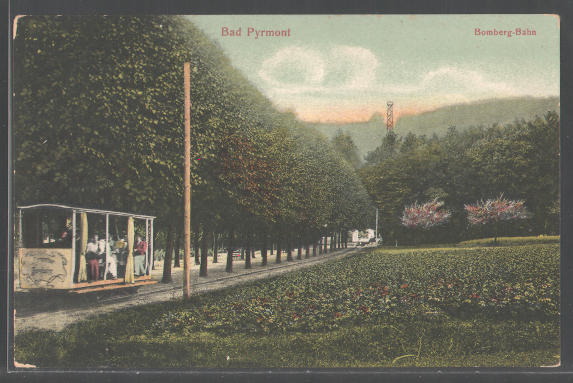
Die Bombergbahn

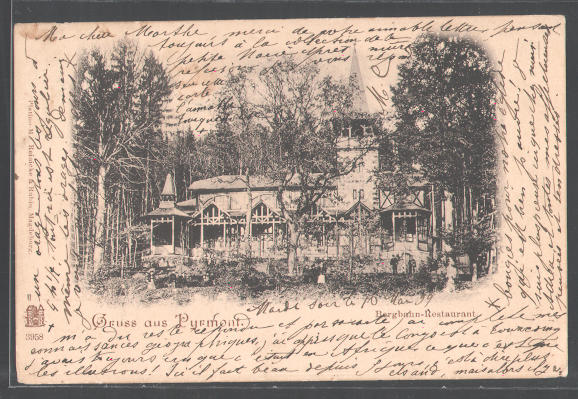
Das Restaurant unweit der Bergstation

Die Bombergbahn war eine Standseilbahn in Bad Pyrmont, die von 1895 bis 1923 verkehrte. Sie war auch als Pyrmonter Bergbahn bekannt.

## Geschichte
Die Bombergbahn wurde im Jahre 1895 von der Pyrmonter Bergbahn GmbH erbaut, sie verlief entlang der Bombergallee zum Erholungsgebiet am Wald. Die Strecke zwischen der Talstation beim Herkulesstandbild und der Bergstation beim Bergbahnrestaurant, das ebenfalls 1895/96 erbaut wurde, betrug etwa einen Kilometer. Fand die Bahn zunächst großen Zuspruch, geriet die Betreibergesellschaft dennoch schon bald in die roten Zahlen. 1919 wurde die Bahn für 18 000 Reichsmark an die Stadt Bad Pyrmont verkauft, die die Touristenattraktion erhalten wollte. Unter dem Druck der Inflation und wegen zu hohen Reparaturbedarfs gab man die Bahn jedoch schließlich auf. 1925 wurden die Anlagen abgebaut.
Im Museum im Schloss Pyrmont ist die Geschichte der Bahn dokumentiert.

## Technisches
Die Bombergbahn hatte eine außergewöhnliche Spurweite von 77,5 cm (775 mm) und wurde zunächst von einem Benzinmotor, später von einem Gasmotor angetrieben. Die zwei offenen Personenwagen boten Sitzplätze für je 18 Passagiere.